# Европско првенство у атлетици у дворани 2017 — 800 метара за жене
Такмичење у трчању на 800 метара у женској конкуренцији на 34. Европском првенству у дворани 2017. у Београду одржано је 3, 4. и 5. марта у Комбанк арени.
Титулу освојену у Прагу 2015. одбранила је Селина Бихел из Швајцарске.

## Земље учеснице
Учествовало је 19 такмичарки из 15 земаља.
| 1. Данска (1) 2. Исланд (1) 3. Летонија (1) 4. Луксембург (1) 5. Мађарска (1) | 1. Норвешка (2) 2. Словачка (1) 3. Уједињено Краљевство (1) 4. Украјина (2) 5. Француска (1) | 1. Холандија (1) 2. Чешка (2) 3. Швајцарска (1) 4. Шведска (2) 5. Шпанија (1) |

## Рекорди
| Рекорди пре почетка Европског првенства 2017. | Рекорди пре почетка Европског првенства 2017. | Рекорди пре почетка Европског првенства 2017. | Рекорди пре почетка Европског првенства 2017. | Рекорди пре почетка Европског првенства 2017. | Рекорди пре почетка Европског првенства 2017. |
| --------------------------------------------- | --------------------------------------------- | --------------------------------------------- | --------------------------------------------- | --------------------------------------------- | --------------------------------------------- |
| Светски рекорд                                | Јоланда Чеплак                                | Словенија                                     | 1:55,82                                       | Беч, Аустрија                                 | 10. фебруар 2008.                             |
| Европски рекорд                               | Јоланда Чеплак                                | Словенија                                     | 1:55,82                                       | Беч, Аустрија                                 | 10. фебруар 2008.                             |
| Рекорди европских првенстава                  | Јоланда Чеплак                                | Словенија                                     | 1:55,82                                       | Беч, Аустрија                                 | 10. фебруар 2008.                             |
| Најбољи светски резултат сезоне у дворани     | Аџи Вилсон                                    | Сједињене Државе                              | 1:58,27                                       | Њујорк, Сједињене Државе                      | 11. фебруар 2017.                             |
| Најбољи европски резултат сезоне у дворани    | Јоана Јозвик                                  | Пољска                                        | 1:59,29                                       | Торуњ, Пољска                                 | 10. фебруар 2017.                             |

## Најбољи европски резултати у 2017. години
Десет најбољих европских такмичарки у трци на 800 метара у дворани 2017. године пре почетка првенства (3. марта 2017), имале су следећи пласман на европској и светској ранг листи. (СРЛ),
| 1.  | Јоана Јозвик       | Пољска           | 1:59,29 | 10. фебруар | 3. СРЛ, НР  |
| 2.  | Селина Бихел       | Швајцарска       | 2:00,18 | 12. фебруар |             |
| 3.  | Олга Љакова        | Украјина         | 2:00,92 | 12. фебруар | 6. СРЛ      |
| 4.  | Линси Шарп         | Велика Британија | 2:01,14 | 11. фебруар | 7. СРЛ      |
| 5.  | Анита Хинриксдотир | Исланд           | 2:01,18 | 4. фебруар  | 8. СРЛ, НР  |
| 6.  | Жистин Федроник    | Француска        | 2:01,36 | 11. фебруар | 9. СРЛ      |
| 7.  | Хеда Хине          | Норвешка         | 2:01,55 | 4. фебруар  | 11. СРЛ, НР |
| 8.  | Анастасија Ткачук  | Украјина         | 2:01,57 | 12. фебруар | 12. СРЛ     |
| 9.  | Естер Гереро       | Шпанија          | 2:01,72 | 27. јануар  | 14. СРЛ     |
| 10. | Сане Верстеген     | Холандија        | 2:01,83 | 12. фебруар | 17. СРЛ     |
|     |                    |                  |         |             |             |
| 20. | Амела Терзић       | Србија           | 2:03,27 | 5. фебруар  | 29. СРЛ, НР |

Такмичарке чија су имена подебљана учествовале су на ЕП.

## Сатница
| Датум         | Време | Ниво          |
| ------------- | ----- | ------------- |
| 3. март 2017. | 10:58 | Квалификације |
| 4. март 2017. | 19:03 | Полуфинале    |
| 5. март 2017. | 17:25 | Финале        |

## Квалификациона норма
| дворана | отворено |
| ------- | -------- |
| 2:04,00 | 2:02,00  |

## Освајачи медаља
|                           |                                            |                             |
| Селина Бихел · Швајцарска | Шелајна Оскан-Кларк · Уједињено Краљевство | Анита Хинриксдотир · Исланд |

## Резултати

### Квалификације
У полуфинале пласирале су по 2 првопласиране из 4 квалификационе групе (КВ) и 4 на основу постигнутог резултата (кв).,,
| Место | Група | Стаза | Атлетичарка         | Земља                | ЛР      | ЛРС     | Резултат | Белешка |
| ----- | ----- | ----- | ------------------- | -------------------- | ------- | ------- | -------- | ------- |
| 1.    | 2     | 3     | Анита Хинриксдотир  | Исланд               | 2:01,18 | 2:01,18 | 2:02,82  | КВ      |
| 2.    | 4     | 5     | Селина Бихел        | Швајцарска           | 2:00,18 | 2:00,18 | 2:03,11  | КВ      |
| 3.    | 4     | 2     | Естер Гереро        | Шпанија              | 2:01,72 | 2:01,72 | 2:03,38  | КВ      |
| 4.    | 2     | 5     | Ловиса Линд         | Шведска              | 2:01,69 | 2:01,69 | 2:04,47  | КВ      |
| 5.    | 4     | 4     | Сане Верстеген      | Холандија            | 2:01,83 | 2:01,83 | 2:04,62  | кв      |
| 6.    | 2     | 4     | Александра Штукова  | Словачка             | 2:06,14 | 2:06,14 | 2:04,46  | кв, ЛР  |
| 7.    | 2     | 6     | Анастасија Ткачук   | Украјина             | 2:01,57 | 2:01,57 | 2:04,62  | кв      |
| 8.    | 3     | 4     | Кларис Мо           | Француска            | 2:02,58 | 2:02,58 | 2:04,74  | КВ      |
| 9.    | 3     | 5     | Стине Трест         | Данска               | 2:02,74 | 2:02,74 | 2:04,78  | КВ      |
| 10.   | 4     | 6     | Шарлин Матијас      | Луксембург           | 2:04,32 | 2:04,32 | 2:04,82  | кв      |
| 11.   | 3     | 3     | Хеда Хине           | Норвешка             | 2:01,55 | 2:01,55 | 2:04,88  |         |
| 12.   | 3     | 6     | Ана Силвандер       | Шведска              | 2:02,54 | 2:02,54 | 2:05,63  |         |
| 13.   | 2     | 2     | Ленка Масна         | Чешка                | 2:01,25 | 2:02,97 | 2:05,64  |         |
| 14.   | 4     | 3     | Ингвилд Елвемо      | Норвешка             | 2:04,88 | 2:04,88 | 2:05,79  |         |
| 15.   | 1     | 2     | Шелајна Оскан-Кларк | Уједињено Краљевство | 2:01,71 | 2:01,71 | 2:06,02  | КВ      |
| 16.   | 1     | 6     | Лига Велвере        | Летонија             | 2:02,18 | 2:02,18 | 2:06,03  | КВ      |
| 17.   | 1     | 5     | Олга Љакова         | Украјина             | 2:00,92 | 2:00,92 | 2:06,33  |         |
| 18.   | 1     | 4     | Катерина Халова     | Чешка                | 2:03,89 | 2:03,89 | 2:06,85  |         |
| 19.   | 1     | 3     | Бианка Кери         | Мађарска             | 2:03,00 | 2:05,10 | 2:07,71  |         |

Подебљани лични рекорди су и национални рекорди земље коју такмичарка представља

### Полуфинале
У финале пласирале су се по 3 првопласиране из обе полуфиналне групе(КВ).,,
| Место | Група | Стаза | Атлетичарка         | Земља                | Резултат | Белешка   |
| ----- | ----- | ----- | ------------------- | -------------------- | -------- | --------- |
| 1.    | 1     | 5     | Естер Гереро        | Шпанија              | 2:02,91  |           |
| 2.    | 1     | 4     | Анита Хинриксдотир  | Исланд               | 2:02,97  |           |
| 3.    | 1     | 1     | Стине Трест         | Данска               | 2:02,98  |           |
| 4.    | 1     | 6     | Сане Верстеген      | Холандија            | 2:03,06  |           |
| 5.    | 2     | 5     | Шелајна Оскан-Кларк | Уједињено Краљевство | 2:03,09  |           |
| 6.    | 2     | 4     | Селина Бихел        | Швајцарска           | 2:03,23  |           |
| 7.    | 2     | 3     | Ловиса Линд         | Шведска              | 2:03.26  |           |
| 8.    | 2     | 3     | Кларис Мо           | Француска            | 2:04,85  |           |
| 9.    | 2     | 2     | Анастасија Ткачук   | Украјина             | 2:05,78  |           |
| 10.   | 1     | 2     | Шарлин Матијас      | Луксембург           | 2:05,93  |           |
| 11.   | 2     | 1     | Александра Штукова  | Словачка             | 2:07,47  |           |
| 12.   | 2     | 6     | Лига Велвере        | Летонија             | Диск.    | чл.163.3б |

### Финале
Такмичење је одржано 5. марта 2017. године у 17:50.
| Место | Стаза | Атлетичарка         | Земља                | Резултат | Белешка |
| ----- | ----- | ------------------- | -------------------- | -------- | ------- |
|       | 3     | Селина Бихел        | Швајцарска           | 2:00,38  | НР      |
|       | 5     | Шелајна Оскан-Кларк | Уједињено Краљевство | 2:00,39  | ЛР      |
|       | 4     | Анита Хинриксдотир  | Исланд               | 2:01,25  |         |
| 4.    | 6     | Ловиса Линд         | Шведска              | 2:01,37  | ЛР      |
| 5.    | 2     | Стине Трест         | Данска               | 2:02,93  |         |
| 6.    | 1     | Естер Гереро        | Шпанија              | 2:03,09  |         |